# A Child's Adventure
A Child's Adventure är ett musikalbum av Marianne Faithfull som gavs ut 1983 på skivbolaget Island Records. Albumet producerades av Wally Badarou och Barry Reynolds som medverkar som musiker och låtskrivare på skivan, samt inspelningsledaren Harvey Goldberg. Albumet blev inte någon stor kommersiell framgång i varken USA eller Storbritannien, men sålde rätt bra i några europeiska länder.

## Låtlista
(kompositör inom parentes)
1. "Times Square"	(Barry Reynolds) – 4:22
2. "The Blue Millionaire"	(Wally Badarou, Marianne Faithfull, Reynolds) – 5:35
3. "Falling from Grace" (Ben Brierley, Faithfull) – 3:56
4. "Morning Come"	(Badarou, Faithfull) – 5:16
5. "Ashes in My Hand" (Faithfull, Reynolds) – 4:51
6. "Running for Our Lives" (Badarou, Faithfull, Reynolds) – 4:48
7. "Ireland" (Faithfull, Reynolds) – 4:37
8. "She's Got a Problem" (Caroline Blackwood, Brierley) – 3:55

## Musiker
- Marianne Faithfull – sång
- Barry Reynolds – sång, gitarr
- Ben Brierley – sång, gitarr
- Wally Badarou – sång, keyboard
- Mikey Chung – gitarr
- Fernando Saunders – basgitarr
- Terry Stannard – trummor
- Rafael de Jesus – percussion

## Listplaceringar
- Billboard 200, USA: #107[1]
- UK Albums Chart, Storbritannien: #99[2]
- Nederländerna: #43[3]
- VG-lista, Norge: #16[4]
- Sverigetopplistan, Sverige: #9[5]